# Сельсоветы Архангельской области
Архангельская область после распада СССР сохранила систему сельсоветов.
Согласно Закону об административно-территориальном устройстве от 23 сентября 2009 года, гл. VI, ст. 39:
- сельсовет Архангельской области — совокупность нескольких сельских населённых пунктов на территории района.

До реформы 2009 года сельсовет определялся как территория, включающая в свой состав один или несколько сельских населённых пунктов, объединённых по решению населения этих населённых пунктов общей территорией для совместного осуществления местного самоуправления.
Сельсоветы не относятся к основным административно-территориальным единицам, упоминаемым в гл. III, определяются в гл. VI как временные виды административно-территориальных единиц.
Населённый пункт сельсовета, в котором расположены или ранее располагались органы местного самоуправления муниципальных образований Архангельской области, определяется в качестве административного центра сельсовета. Административным центром сельсовета может быть определён населённый пункт вне территории сельсовета (на практике не реализуется).
Объединение, разделение, упразднение сельсоветов, включение населённых пунктов в состав сельсоветов, исключение населённых пунктов из состава сельсоветов, установление и изменение административных центров сельсоветов осуществляются исключительно в случаях изменения границы Архангельской области или изменения административно-территориального устройства Архангельской области в формах, предусмотренных ст. 25—29, 32, 33 и 40—42 настоящего закона (касающимися всех видов административно-территориальных единиц). На практике из перечисленного были реализованы случаи образования сельсоветов и включения населённых пунктов в состав сельсоветов в результате преобразования рабочих посёлков в сельские населённые пункты.
Помимо городов областного значения, сельсоветы отсутствуют в Соловецком районе и на Новой Земле.
На территории Архангельской области (не считая Ненецкого автономного округа) выделяются в общей сложности 238 сельсоветов.

## Список сельсоветов
Сельсоветы, выделяемые в ОКАТО.
О сельсоветах на территории Ненецкого автономного округа см.:
административно-территориальное деление Ненецкого автономного округа;
Заполярный район;
сельсоветы Ненецкого автономного округа.
Сокращения
г. — город
г.о.з. — город областного значения
рп — рабочий посёлок (здесь: административно-территориальная единица с подчинёнными с.н.п.)
с.н.п. — сельский населённый пункт
ГП — городское поселение
СП — сельское поселение
МР — муниципальный район
МО — муниципальный округ
ГО — городской округ
| №          | Сельсовет           | Административное подчинение | Соответствие на уровне муниципального устройства | Комментарий                                                                      |
| ---------- | ------------------- | --------------------------- | ------------------------------------------------ | -------------------------------------------------------------------------------- |
| 1          | Алексеевский        | Красноборский район         | Алексеевское СП Красноборского МР                |                                                                                  |
| 2          | Андреевский         | Няндомский район            | Няндомское ГП Няндомского МР                     |                                                                                  |
| 3          | Аргуновский         | Вельский район              | Аргуновское СП Вельского МР                      |                                                                                  |
| 4          | Афанасьевский       | Верхнетоемский район        | Верхнетоемский МО                                |                                                                                  |
| 5          | Белогорский         | Холмогорский район          | Белогорское СП Холмогорского МР                  |                                                                                  |
| 6          | Белослудский        | Красноборский район         | Белослудское СП Красноборского МР                |                                                                                  |
| 7          | Беляевский          | Вилегодский район           | Вилегодский МО                                   |                                                                                  |
| 8          | Березницкий         | Устьянский район            | Березницкое СП Устьянского МР                    |                                                                                  |
| 9          | Березонаволоцкий    | Красноборский район         | Верхнеуфтюгское СП Красноборского МР             |                                                                                  |
| 10         | Бестужевский        | Устьянский район            | Бестужевское СП Устьянского МР                   |                                                                                  |
| 11         | Благовещенский      | Вельский район              | Благовещенское СП Вельского МР                   |                                                                                  |
| 12         | Борецкий            | Виноградовский район        | Виноградовский МО                                |                                                                                  |
| 13         | Бурачихинский       | Няндомский район            | Няндомское ГП Няндомского МР                     |                                                                                  |
| 14         | Быченский           | Мезенский район             | Быченское СП Мезенского МР                       |                                                                                  |
| 15         | Вадьинский          | Коношский район             | СП Мирный Коношского МР                          |                                                                                  |
| 16         | Ваеньгский          | Виноградовский район        | Виноградовский МО                                |                                                                                  |
| 17         | Веркольский         | Пинежский район             | Веркольское СП Пинежского МР                     |                                                                                  |
| 18         | Верхнеозерский      | Онежский район              | Покровское СП Онежского МР                       |                                                                                  |
| 19         | Верхнетоемский      | Верхнетоемский район        | Верхнетоемский МО                                |                                                                                  |
| 20         | Верхнеустькулойский | Вельский район              | Верхнеустькулойское СП Вельского МР              |                                                                                  |
| 21         | Верхнеуфтюгский     | Красноборский район         | Верхнеуфтюгское СП Красноборского МР             |                                                                                  |
| 22         | Верхнешоношский     | Вельский район              | Верхнешоношское СП, Тёгринское СП Вельского МР   |                                                                                  |
| 23         | Верхоледский        | Шенкурский район            | Верхоледское СП Шенкурского МР                   |                                                                                  |
| 24         | Верхопаденьгский    | Шенкурский район            | Верхопаденьгское СП Шенкурского МР               |                                                                                  |
| 25         | Вершинский          | Верхнетоемский район        | Верхнетоемский МО                                |                                                                                  |
| 26         | Вилегодский         | Вилегодский район           | Вилегодский МО                                   |                                                                                  |
| 27         | Воезерский          | Няндомский район            | Мошинское СП Няндомского МР                      |                                                                                  |
| 28         | Вожгорский          | Лешуконский район           | Вожгорское СП Лешуконского МР                    |                                                                                  |
| 29         | Вознесенский        | Приморский район            | Островное СП Приморского МР                      |                                                                                  |
| 30         | Волошский           | Коношский район             | Волошское СП Коношского МР                       | до 2005: рп                                                                      |
| 31         | Вотлажемский        | Котласский район            | Черёмушское СП Котласского МР                    |                                                                                  |
| 32         | Вохтомский          | Коношский район             | Вохтомское СП Коношского МР                      |                                                                                  |
| 33         | Выйский             | Верхнетоемский район        | Верхнетоемский МО                                |                                                                                  |
| 34         | Глубоковский        | Коношский район             | СП Мирный Коношского МР                          |                                                                                  |
| 35         | Горковский          | Верхнетоемский район        | Верхнетоемский МО                                |                                                                                  |
| 36         | Даниловский         | Коношский район             | Коношское ГП Коношского МР                       |                                                                                  |
| 37         | Двинской            | Верхнетоемский район        | Верхнетоемский МО                                | до 2003: рп                                                                      |
| 38         | Двинской            | Холмогорский район          | Двинское СП Холмогорского МР                     |                                                                                  |
| 39         | Дмитриевский        | Устьянский район            | Дмитриевское СП Устьянского МР                   |                                                                                  |
| 40         | Долгощельский       | Мезенский район             | Долгощельское СП Мезенского МР                   |                                                                                  |
| 41         | Дорогорский         | Мезенский район             | Дорогорское СП Мезенского МР                     |                                                                                  |
| 42         | Ёлкинский           | Мезенский район             | Быченское СП Мезенского МР                       |                                                                                  |
| 43         | Емецкий             | Холмогорский район          | Емецкое СП Холмогорского МР                      |                                                                                  |
| 44         | Ерцевский           | Коношский район             | Ерцевское СП Коношского МР, Каргопольский МО     | до 2005: рп                                                                      |
| 45         | Жердский            | Мезенский район             | Зареченское СП Мезенского МР                     |                                                                                  |
| 46         | Забелинский         | Котласский район            | Приводинское ГП, Шипицынское ГП Котласского МР   |                                                                                  |
| 47         | Заостровский        | Виноградовский район        | Виноградовский МО                                |                                                                                  |
| 48         | Заостровский        | Приморский район            | Заостровское СП Приморского МР                   |                                                                                  |
| 49         | Зачачьевский        | Холмогорский район          | Емецкое СП Холмогорского МР                      |                                                                                  |
| 50         | Зимне-Золотицкий    | Приморский район            | Талажское СП Приморского МР                      |                                                                                  |
| 51         | Илезский            | Устьянский район            | Илезское СП Устьянского МР                       | до 2002: рп                                                                      |
| 52         | Ильинский           | Вилегодский район           | Вилегодский МО                                   |                                                                                  |
| 53         | Иртовский           | Ленский район               | Сафроновское СП Ленского МР                      |                                                                                  |
| 54         | Калитинский         | Каргопольский район         | Каргопольский МО                                 |                                                                                  |
| 55         | Карпогорский        | Пинежский район             | Карпогорское СП Пинежского МР                    |                                                                                  |
| 56         | Катунинский         | Приморский район            | Катунинское СП Приморского МР                    |                                                                                  |
| 57         | Кеврольский         | Пинежский район             | Кеврольское СП Пинежского МР                     |                                                                                  |
| 58         | Кенозерский         | Плесецкий район             | Плесецкий МО                                     |                                                                                  |
| 59         | Кенорецкий          | Плесецкий район             | Плесецкий МО                                     |                                                                                  |
| 60         | Кехотский           | Холмогорский район          | Кехотское СП Холмогорского МР                    |                                                                                  |
| 61         | Киземский           | Устьянский район            | Киземское СП Устьянского МР                      | до 2005: рп                                                                      |
| 62         | Кицкий              | Виноградовский район        | Виноградовский МО                                |                                                                                  |
| 63         | Климовский          | Коношский район             | Климовское СП Коношского МР                      |                                                                                  |
| 64         | Кодинский           | Онежский район              | Кодинское СП Онежского МР                        | до 2002: рп                                                                      |
| 65         | Козьминский         | Ленский район               | Козьминское СП Ленского МР                       |                                                                                  |
| 66         | Козьмогородский     | Мезенский район             | Зареченское СП Мезенского МР                     |                                                                                  |
| 67         | Койденский          | Мезенский район             | Койденское СП Мезенского МР                      |                                                                                  |
| 68         | Койдокурский        | Холмогорский район          | Койдокурское СП Холмогорского МР                 |                                                                                  |
| 69         | Кокоринский         | Онежский район              | Порожское СП Онежского МР                        | 2009: в сельсовет включены с.н.п., ранее находившиеся в подчинении г. Онеги      |
| 70         | Конёвский           | Плесецкий район             | Плесецкий МО                                     |                                                                                  |
| 71         | Конецгорский        | Виноградовский район        | Виноградовский МО                                |                                                                                  |
| 72         | Копачёвский         | Холмогорский район          | Матигорское СП Холмогорского МР                  |                                                                                  |
| 73         | Корниловский        | Верхнетоемский район        | Верхнетоемский МО                                |                                                                                  |
| 74         | Коряжемский         | Котласский район            | Черёмушское СП Котласского МР                    |                                                                                  |
| 75         | Коскогорский        | Приморский район            | Боброво-Лявленское СП Приморского МР             |                                                                                  |
| 76         | Красновский         | Плесецкий район             | Плесецкий МО                                     |                                                                                  |
| 77         | Кречетовский        | Каргопольский район         | Каргопольский МО                                 |                                                                                  |
| 77.000001  | Кудьмозерский       | Северодвинск, г.о.з.        | Северодвинск, ГО                                 | 2009: упразднён                                                                  |
| 78         | Куликовский         | Красноборский район         | Куликовское СП Красноборского МР                 |                                                                                  |
| 79         | Кушкопальский       | Пинежский район             | Кушкопальское СП Пинежского МР                   |                                                                                  |
| 80         | Лавельский          | Пинежский район             | Лавельское СП Пинежского МР                      |                                                                                  |
| 81         | Лампоженский        | Мезенский район             | Мезенское ГП Мезенского МР                       |                                                                                  |
| 82         | Ластольский         | Приморский район            | Островное СП Приморского МР                      |                                                                                  |
| 83         | Лёкшмозерский       | Каргопольский район         | Каргопольский МО                                 |                                                                                  |
| 84         | Ленский             | Ленский район               | Козьминское СП Ленского МР                       |                                                                                  |
| 85         | Лепшинский          | Няндомский район            | Шалакушское СП Няндомского МР                    |                                                                                  |
| 86         | Летне-Золотицкий    | Приморский район            | Пертоминское СП Приморского МР                   |                                                                                  |
| 87         | Леуновский          | Холмогорский район          | Белогорское СП Холмогорского МР                  |                                                                                  |
| 88         | Лешуконский         | Лешуконский район           | Лешуконское СП Лешуконского МР                   |                                                                                  |
| 89         | Лимский             | Няндомский район            | Мошинское СП Няндомского МР                      |                                                                                  |
| 90         | Липовский           | Вельский район              | Липовское СП Вельского МР                        |                                                                                  |
| 91         | Лисестровский       | Приморский район            | Катунинское СП, Лисестровское СП Приморского МР  | 2009: в состав включён нп Аэропорт Васьково, ранее в составе г.о.з. Архангельска |
| 92         | Лихачёвский         | Устьянский район            | Лихачёвское СП Устьянского МР                    |                                                                                  |
| 93         | Лодыгинский         | Каргопольский район         | Каргопольский МО                                 |                                                                                  |
| 94         | Лойгинский          | Устьянский район            | Лойгинское СП Устьянского МР                     | до 2005: рп                                                                      |
| 95         | Ломоносовский       | Холмогорский район          | Холмогорское СП Холмогорского МР                 |                                                                                  |
| 96         | Лопшенгский         | Приморский район            | Пертоминское СП Приморского МР                   |                                                                                  |
| 97         | Луковецкий          | Холмогорский район          | Луковецкое СП Холмогорского МР                   | до 2003: рп                                                                      |
| 98         | Лявленский          | Приморский район            | Боброво-Лявленское СП Приморского МР             |                                                                                  |
| 99         | Ляховский           | Красноборский район         | Черевковское СП Красноборского МР                |                                                                                  |
| 100        | Малодорский         | Устьянский район            | Малодорское СП Устьянского МР                    |                                                                                  |
| 101        | Матигорский         | Холмогорский район          | Матигорское СП Холмогорского МР                  |                                                                                  |
| 102        | Междуреченский      | Пинежский район             | Междуреченское СП Пинежского МР                  |                                                                                  |
| 103        | Минский             | Устьянский район            | Ростовско-Минское СП Устьянского МР              |                                                                                  |
| 104        | Михайловский        | Шенкурский район            | Ровдинское СП Шенкурского МР                     |                                                                                  |
| 105        | Моржегорский        | Виноградовский район        | Виноградовский МО                                |                                                                                  |
| 106        | Мосеевский          | Мезенский район             | Быченское СП Мезенского МР                       |                                                                                  |
| 107        | Мошинский           | Няндомский район            | Мошинское СП Няндомского МР                      |                                                                                  |
| 108        | Мудьюжский          | Онежский район              | Кодинское СП Онежского МР                        | до 2002: рп                                                                      |
| 109        | Муравьёвский        | Вельский район              | Муравьёвское СП Вельского МР                     |                                                                                  |
| 109.000002 | Нёнокский           | Северодвинск, г.о.з.        | Северодвинск, ГО                                 | 2009: упразднён                                                                  |
| 110        | Нижнетоемский       | Верхнетоемский район        | Верхнетоемский МО                                |                                                                                  |
| 111        | Низовский           | Вельский район              | Низовское СП Вельского МР                        |                                                                                  |
| 112        | Никольский          | Вилегодский район           | Вилегодский МО                                   |                                                                                  |
| 113        | Никольский          | Шенкурский район            | Никольское СП Шенкурского МР                     |                                                                                  |
| 114        | Нименьгский         | Онежский район              | Нименьгское СП Онежского МР                      |                                                                                  |
| 115        | Нисогорский         | Лешуконский район           | Лешуконское СП, Юромское СП Лешуконского МР      |                                                                                  |
| 116        | Нововершинский      | Верхнетоемский район        | Верхнетоемский МО                                |                                                                                  |
| 117        | Новошинский         | Красноборский район         | Алексеевское СП Красноборского МР                |                                                                                  |
| 118        | Нюхченский          | Пинежский район             | Нюхченское СП Пинежского МР                      |                                                                                  |
| 119        | Олемский            | Лешуконский район           | Олемское СП Лешуконского МР                      |                                                                                  |
| 120        | Орловский           | Устьянский район            | Орловское СП Устьянского МР                      |                                                                                  |
| 121        | Осиновский          | Виноградовский район        | Виноградовский МО                                |                                                                                  |
| 122        | Ошевенский          | Каргопольский район         | Каргопольский МО                                 |                                                                                  |
| 123        | Павловский          | Вилегодский район           | Вилегодский МО                                   |                                                                                  |
| 124        | Павловский          | Каргопольский район         | Каргопольский МО                                 |                                                                                  |
| 125        | Пакшеньгский        | Вельский район              | Пакшеньгское СП Вельского МР                     |                                                                                  |
| 126        | Патракеевский       | Приморский район            | Талажское СП Приморского МР                      |                                                                                  |
| 127        | Пачеозерский        | Котласский район            | Сольвычегодское ГП Котласского МР                |                                                                                  |
| 128        | Пежемский           | Вельский район              | Пежемское СП Вельского МР                        |                                                                                  |
| 129        | Пермогорский        | Красноборский район         | Пермогорское СП Красноборского МР                |                                                                                  |
| 130        | Пертоминский        | Приморский район            | Пертоминское СП Приморского МР                   |                                                                                  |
| 131        | Песчанский          | Котласский район            | Сольвычегодское ГП Котласского МР                |                                                                                  |
| 132        | Печниковский        | Каргопольский район         | Каргопольский МО                                 |                                                                                  |
| 133        | Пинежский           | Пинежский район             | Пинежское СП Пинежского МР                       | до 1991: рп                                                                      |
| 134        | Плосский            | Устьянский район            | Плосское СП Устьянского МР                       |                                                                                  |
| 135        | Повракульский       | Приморский район            | Талажское СП Приморского МР                      |                                                                                  |
| 136        | Подюжский           | Коношский район             | Подюжское СП Коношского МР                       | до 2005: рп                                                                      |
| 137        | Покшеньгский        | Пинежский район             | Покшеньгское СП Пинежского МР                    |                                                                                  |
| 138        | Попонаволоцкий      | Вельский район              | Попонаволоцкое СП Вельского МР                   |                                                                                  |
| 139        | Посадный            | Онежский район              | Чекуевское СП Онежского МР                       |                                                                                  |
| 140        | Почезерский         | Плесецкий район             | Плесецкий МО                                     |                                                                                  |
| 141        | Прилукский          | Онежский район              | Чекуевское СП Онежского МР                       |                                                                                  |
| 142        | Приморский          | Приморский район            | Приморское СП Приморского МР                     |                                                                                  |
| 143        | Приозёрный          | Каргопольский район         | Каргопольский МО                                 |                                                                                  |
| 144        | Пуйский             | Вельский район              | Пуйское СП Вельского МР                          |                                                                                  |
| 145        | Пурнемский          | Онежский район              | Покровское СП Онежского МР                       |                                                                                  |
| 146        | Пустошинский        | Приморский район            | Островное СП, Талажское СП Приморского МР        |                                                                                  |
| 147        | Пучужский           | Верхнетоемский район        | Верхнетоемский МО                                |                                                                                  |
| 148        | Ракуло-Кокшеньгский | Вельский район              | Ракуло-Кокшеньгское СП Вельского МР              |                                                                                  |
| 149        | Ракульский          | Холмогорский район          | Ракульское СП Холмогорского МР                   |                                                                                  |
| 150        | Ровдинский          | Шенкурский район            | Ровдинское СП Шенкурского МР                     |                                                                                  |
| 151        | Ростовский          | Устьянский район            | Ростовско-Минское СП Устьянского МР              |                                                                                  |
| 152        | Рочегодский         | Виноградовский район        | Виноградовский МО                                | до 2005: рп                                                                      |
| 153        | Ручьёвский          | Мезенский район             | Ручьёвское СП Мезенского МР                      |                                                                                  |
| 154        | Рябовский           | Ленский район               | Сойгинское СП Ленского МР                        |                                                                                  |
| 155        | Савватиевский       | Котласский район            | Черёмушское СП Котласского МР                    |                                                                                  |
| 156        | Сафроновский        | Ленский район               | Сафроновское СП Ленского МР                      |                                                                                  |
| 157        | Светлозерский       | Холмогорский район          | Светлозерское СП Холмогорского МР                |                                                                                  |
| 158        | Селецкий            | Холмогорский район          | Емецкое СП Холмогорского МР                      |                                                                                  |
| 159        | Сельменьгский       | Виноградовский район        | Виноградовский МО                                |                                                                                  |
| 160        | Селянский           | Вилегодский район           | Вилегодский МО                                   |                                                                                  |
| 161        | Сефтренский         | Верхнетоемский район        | Верхнетоемский МО                                |                                                                                  |
| 162        | Сийский             | Пинежский район             | Сийское СП Пинежского МР                         |                                                                                  |
| 163        | Синицкий            | Устьянский район            | Синицкое СП Устьянского МР                       |                                                                                  |
| 164        | Слободчиковский     | Ленский район               | Сойгинское СП Ленского МР                        |                                                                                  |
| 165        | Совпольский         | Мезенский район             | Совпольское СП Мезенского МР                     |                                                                                  |
| 166        | Сойгинский          | Верхнетоемский район        | Верхнетоемский МО                                |                                                                                  |
| 167        | Сойгинский          | Ленский район               | Сойгинское СП Ленского МР                        |                                                                                  |
| 168        | Солгинский          | Вельский район              | Солгинское СП Вельского МР                       | до 2003: рп                                                                      |
| 169        | Сольвычегодский     | Котласский район            | Сольвычегодское ГП Котласского МР                |                                                                                  |
| 170        | Сосновский          | Пинежский район             | Сосновское СП Пинежского МР                      |                                                                                  |
| 171        | Сосновский          | Плесецкий район             | Плесецкий МО                                     |                                                                                  |
| 172        | Соянский            | Мезенский район             | Соянское СП Мезенского МР                        |                                                                                  |
| 173        | Строевский          | Устьянский район            | Березницкое СП Устьянского МР                    |                                                                                  |
| 174        | Судромский          | Вельский район              | Судромское СП Вельского МР                       |                                                                                  |
| 175        | Сулозерский         | Онежский район              | Золотухское СП Онежского МР                      |                                                                                  |
| 176        | Сульский            | Лешуконский район           | Койнасское СП Лешуконского МР                    |                                                                                  |
| 177        | Сурский             | Пинежский район             | Сурское СП Пинежского МР                         |                                                                                  |
| 178        | Суходольский        | Ленский район               | Урдомское ГП Ленского МР                         |                                                                                  |
| 179        | Сюмский             | Шенкурский район            | Сюмское СП Шенкурского МР                        |                                                                                  |
| 180        | Тавреньгский        | Коношский район             | Тавреньгское СП Коношского МР                    |                                                                                  |
| 181        | Талажский           | Приморский район            | Талажское СП Приморского МР                      |                                                                                  |
| 182        | Тамицкий            | Онежский район              | Покровское СП Онежского МР                       |                                                                                  |
| 183        | Тарасовский         | Плесецкий район             | Плесецкий МО                                     | 2013: в сельсовет включён посёлок Пуксоозеро, ранее рп                           |
| 184        | Тарнянский          | Шенкурский район            | Никольское СП Шенкурского МР                     |                                                                                  |
| 185        | Тёгринский          | Вельский район              | Тёгринское СП Вельского МР                       |                                                                                  |
| 186        | Телеговский         | Красноборский район         | Телеговское СП Красноборского МР                 |                                                                                  |
| 187        | Тимошинский         | Верхнетоемский район        | Верхнетоемский МО                                |                                                                                  |
| 188        | Тихмангский         | Каргопольский район         | Каргопольский МО                                 |                                                                                  |
| 189        | Топецкий            | Виноградовский район        | Виноградовский МО                                |                                                                                  |
| 190        | Тохтинский          | Ленский район               | Сафроновское СП Ленского МР                      |                                                                                  |
| 191        | Труфаногорский      | Пинежский район             | Пинежское СП Пинежского МР                       |                                                                                  |
| 192        | Удимовский          | Котласский район            | Приводинское ГП Котласского МР                   |                                                                                  |
| 193        | Удимский            | Котласский район            | Приводинское ГП Котласского МР                   | до 2005: рп                                                                      |
| 194        | Уемский             | Приморский район            | Уемское СП Приморского МР                        | до 2005: рп                                                                      |
| 195        | Ундозерский         | Плесецкий район             | Плесецкий МО                                     |                                                                                  |
| 196        | Усачёвский          | Каргопольский район         | Каргопольский МО                                 |                                                                                  |
| 197        | Усть-Ваеньгский     | Виноградовский район        | Виноградовский МО                                |                                                                                  |
| 198        | Усть-Вельский       | Вельский район              | Вельское ГП, Усть-Вельское СП Вельского МР       |                                                                                  |
| 199        | Усть-Кожский        | Онежский район              | Порожское СП Онежского МР                        |                                                                                  |
| 200        | Усть-Паденьгский    | Шенкурский район            | Усть-Паденьгское СП Шенкурского МР               |                                                                                  |
| 201        | Усть-Пинежский      | Холмогорский район          | Усть-Пинежское СП Холмогорского МР               |                                                                                  |
| 202        | Усть-Шоношский      | Вельский район              | Усть-Шоношское СП Вельского МР                   | до 2002: рп                                                                      |
| 203        | Ухотский            | Каргопольский район         | Каргопольский МО                                 |                                                                                  |
| 204        | Ухтостровский       | Холмогорский район          | Ухтостровское СП Холмогорского МР                |                                                                                  |
| 205        | Федовский           | Плесецкий район             | Плесецкий МО                                     |                                                                                  |
| 206        | Федорогорский       | Шенкурский район            | Федорогорское СП Шенкурского МР                  |                                                                                  |
| 207        | Федьковский         | Верхнетоемский район        | Верхнетоемский МО                                |                                                                                  |
| 208        | Хаврогорский        | Холмогорский район          | Хаврогорское СП Холмогорского МР                 |                                                                                  |
| 209        | Харитоновский       | Котласский район            | Сольвычегодское ГП Котласского МР                | до 2005: рп                                                                      |
| 210        | Хачельский          | Онежский район              | Чекуевское СП Онежского МР                       |                                                                                  |
| 211        | Хмельницкий         | Коношский район             | Тавреньгское СП Коношского МР                    |                                                                                  |
| 212        | Хозьминский         | Вельский район              | Хозьминское СП Вельского МР                      |                                                                                  |
| 213        | Холмогорский        | Плесецкий район             | Плесецкий МО                                     | 2013: в сельсовет включён посёлок Самодед, ранее рп                              |
| 214        | Холмогорский        | Холмогорский район          | Холмогорское СП Холмогорского МР                 |                                                                                  |
| 215        | Хотеновский         | Каргопольский район         | Каргопольский МО                                 |                                                                                  |
| 216        | Целегорский         | Мезенский район             | Целегорское СП Мезенского МР                     |                                                                                  |
| 217        | Ценогорский         | Лешуконский район           | Ценогорское СП Лешуконского МР                   |                                                                                  |
| 218        | Чадромский          | Устьянский район            | Октябрьское ГП Устьянского МР                    |                                                                                  |
| 219        | Чакольский          | Пинежский район             | Пиринемское СП Пинежского МР                     |                                                                                  |
| 220        | Чекуевский          | Онежский район              | Чекуевское СП Онежского МР                       |                                                                                  |
| 221        | Черевковский        | Красноборский район         | Черевковское СП Красноборского МР                |                                                                                  |
| 222        | Черёмушский         | Котласский район            | Черёмушское СП Котласского МР                    | до 2005: рп                                                                      |
| 223        | Череновский         | Устьянский район            | Череновское СП Устьянского МР                    |                                                                                  |
| 224        | Шадреньгский        | Вельский район              | Шадреньгское СП Вельского МР                     |                                                                                  |
| 225        | Шалакушский         | Няндомский район            | Шалакушское СП Няндомского МР                    | до 2005: рп                                                                      |
| 226        | Шангальский         | Устьянский район            | Шангальское СП Устьянского МР                    |                                                                                  |
| 227        | Шастозерский        | Виноградовский район        | Виноградовский МО                                |                                                                                  |
| 228        | Шахановский         | Шенкурский район            | Федорогорское СП Шенкурского МР                  |                                                                                  |
| 229        | Шеговарский         | Шенкурский район            | Шеговарское СП Шенкурского МР                    |                                                                                  |
| 230        | Шидровский          | Виноградовский район        | Виноградовский МО                                |                                                                                  |
| 231        | Шилегский           | Пинежский район             | Шилегское СП Пинежского МР                       |                                                                                  |
| 232        | Шожемский           | Няндомский район            | Няндомское ГП, Шалакушское СП Няндомского МР     |                                                                                  |
| 233        | Шоношский           | Вельский район              | Солгинское СП, Усть-Шоношское СП Вельского МР    |                                                                                  |
| 234        | Шотогорский         | Пинежский район             | Пиринемское СП, Шилегское СП Пинежского МР       |                                                                                  |
| 235        | Юрольский           | Пинежский район             | Пинежское СП Пинежского МР                       |                                                                                  |
| 236        | Юромский            | Лешуконский район           | Юромское СП Лешуконского МР                      |                                                                                  |
| 237        | Ямскогорский        | Шенкурский район            | Шеговарское СП Шенкурского МР                    |                                                                                  |
| 238        | Ярнемский           | Плесецкий район             | Плесецкий МО                                     | 2013: включены посёлки Емца и Оксовский, ранее рп                                |

## Сельские населённые пункты, не включённые в сельсоветы
| №  | Населённый пункт   | Тип     | Район          | Муниципальное образование    | Комментарий                       |
| -- | ------------------ | ------- | -------------- | ---------------------------- | --------------------------------- |
| 1  | Березник           | посёлок | Виноградовский | Виноградовский МО            | до 2021: рп                       |
| 2  | Верхнее Чажестрово | деревня | Виноградовский | Виноградовский МО            | до 2021: в подчинении рп Березник |
| 3  | Затон              | посёлок | Мезенский      | Каменское СП Мезенского МР   | до 2021: в подчинении рп Каменка  |
| 4  | Каменка            | посёлок | Мезенский      | Каменское СП Мезенского МР   | до 2021: рп                       |
| 5  | Коршаково          | посёлок | Мезенский      | Каменское СП Мезенского МР   | до 2021: в подчинении рп Каменка  |
| 6  | Малая Муксалма     | посёлок | Соловецкий     | Соловецкое СП Приморского МР |                                   |
| 7  | Морозилка          | посёлок | Мезенский      | Каменское СП Мезенского МР   | до 2021: в подчинении рп Каменка  |
| 8  | Нижнее Чажестрово  | деревня | Виноградовский | Виноградовский МО            | до 2021: в подчинении рп Березник |
| 9  | Новый              | посёлок | Виноградовский | Виноградовский МО            | до 2021: в подчинении рп Березник |
| 10 | Окуловский         | посёлок | Мезенский      | Каменское СП Мезенского МР   | до 2021: в подчинении рп Каменка  |
| 11 | Петровка           | деревня | Мезенский      | Каменское СП Мезенского МР   | до 2021: в подчинении рп Каменка  |
| 12 | Пянда              | деревня | Виноградовский | Виноградовский МО            | до 2021: в подчинении рп Березник |
| 13 | Пянда              | посёлок | Виноградовский | Виноградовский МО            | до 2021: в подчинении рп Березник |
| 14 | Реболда            | посёлок | Соловецкий     | Соловецкое СП Приморского МР |                                   |
| 15 | Рогачёво           | посёлок | Новая Земля    | ГО Новая Земля               |                                   |
| 16 | Савватьево         | посёлок | Соловецкий     | Соловецкое СП Приморского МР |                                   |
| 17 | Соловецкий         | посёлок | Соловецкий     | Соловецкое СП Приморского МР |                                   |
| 18 | Усть-Вага          | деревня | Виноградовский | Виноградовский МО            | до 2021: в подчинении рп Березник |
| 19 | Чеца               | деревня | Мезенский      | Каменское СП Мезенского МР   | до 2021: в подчинении рп Каменка  |